# Kenneth Ikechukwu
Kenneth Ikechukwu là một tiền đạo bóng đá người Nigeria hiện tại thi đấu cho câu lạc bộ Iran Paykan ở Persian Gulf Pro League.